# Androsace sublanata
Androsace sublanata är en viveväxtart som beskrevs av Hand.-mazz. Androsace sublanata ingår i släktet grusvivor, och familjen viveväxter. Inga underarter finns listade i Catalogue of Life.